# Dragons (film, 2010)
Pour les articles homonymes, voir Dragon (homonymie).
Série Dragons
Dragons 2
(2014)
Pour plus de détails, voir Fiche technique et Distribution.
Dragons (How to Train Your Dragon) est un film d'animation américain réalisé par Chris Sanders et Dean DeBlois et sorti en 2010. Le scénario est une adaptation libre de la série de romans pour enfants Harold et les Dragons de Cressida Cowell, dont le premier tome How To Train Your Dragon est publié en 2003.
Dragons a donné lieu à un bonus intitulé Le Cadeau du Furie Nocturne en 2011 et deux autres suites, Dragons 2 en 2014 et Dragons 3 : Le Monde caché en 2019, ainsi qu'à plusieurs autres œuvres dérivées. Un remake en prise de vues réelles est sorti en 2025.

## Synopsis
Sur une île des mers boréales appelée île de Beurk, un village  viking subsiste malgré les attaques de dragons qui viennent piller les réserves depuis des siècles en dépit des efforts des habitants pour protéger leurs biens. Harold, jeune apprenti du forgeron Gueulfor et fils du chef Stoïk La Brute, essaye d'apporter son aide aux guerriers mais sa maladresse provoque plus de dégâts encore. Curieux et inventif, il construit un canon avec lequel il arrive à toucher en plein vol un Furie Nocturne, un dragon si rapide et puissant que personne ne l’a jamais vu, mais personne ne le croit. Parti en secret retrouver la trace de sa victime, il le retrouve, blessé, prisonnier d'une cuvette naturelle dont il ne peut s'échapper. Afin de l'aguerrir, son père accepte sur les conseils de Gueulfor de lui faire subir tout de même l'entraînement qui fera de lui un tueur de dragons malgré l'opposition du garçon : ayant eu le Furie à sa merci, il n'a pas pu le tuer et il se sait désormais incapable de devenir un vrai guerrier comme il l'espérait. Malgré ses tentatives, son père refuse de l'écouter et Harold commence son entraînement, en compagnie de cinq autres adolescents: Varek, un grand connaisseur des dragons, Rustik, surnommé le Morveux, égoïste qui rêve de tuer des dragons, les faux jumeaux Kognedur et Kranedur qui se disputent sans arrêt étant stupides l'un et l'autre et Astrid, une guerrière très douée et amour d'Harold. En parallèle, il garde en secret son prisonnier à l’écart du village, arrive lentement à l'apprivoiser en le nourrissant et en apprenant à le connaître, le baptisant Krokmou.
Ses observations l'aident à comprendre les points forts et les points faibles de chaque dragon : l'herbe aux dragons et les gratouilles sous le cou les apaise, ils détestent tous les anguilles,  ce qui lui permet de dominer une à une toutes les espèces auxquelles il est confronté dans l'arène, pendant que Stoïk a pris la mer, espérant trouver le nid des dragons afin de les détruire. À son retour, Stoïk est surpris et heureux de voir que son fils n'est pas le loser qu'il pensait avoir comme tel et qui affronte en finale la belle et forte Astrid pour le titre de champion de l'arène, titre que Harold décroche, gagnant le droit de tuer en public un des dragons prisonniers du clan. Harold essaie de faire comprendre à son père que tout leur savoir sur les dragons est faux mais ce dernier ne l'écoute toujours pas. Harold a usé de ses talents de forgeron pour fabriquer à Krokmou une prothèse de la queue qu'il a perdue lors du dernier pillage et dont la perte lui empêchait de prendre son envol. Il conçoit également après beaucoup d'essais une selle et un système de contrôle de la prothèse afin de diriger le dragon en plein vol. S'interrogeant sur les raisons du savoir de Harold qui ont fait du garçon le champion de l'arène, Astrid arrive à le suivre et découvre son secret. Harold arrive à lui prouver que le dragon est inoffensif et l'invite à un court voyage afin d'acheter son silence.
Perdu dans les nuages, le trio se retrouve cerné par des centaines de dragons tous chargés d'un butin qu'ils rapportent à leur nid, caché au sein d'un volcan. Son instinct pousse Krokmou à suivre la horde. Dissimulés derrière un pilier de pierre, Harold et Astrid découvrent que les dragons offrent leur nourriture à leur reine, un gigantesque dragon qui n'hésite pas à dévorer ceux qui ne rapportent rien ou que des proies sans valeur nommé La Mort Rouge.
Revenu au village, Harold se prépare à affronter le dragon qui lui est réservé, nommé le Cauchemar monstrueux qui peut s’enflammer sur tout son corps. Harold est sur le point de dresser le dragon à la surprise générale pour montrer que la paix est la vraie solution mais son père refusant d'entendre et de voir ça frappe sur les barreaux ce qui effraie le dragon et déclenche sa colère. Krokmou, qui avait senti qu'Harold était en danger, arrive et affronte le cauchemar monstrueux pour le protéger. Stoïk et Astrid sont forcés d'intervenir et Harold doit avouer toute la vérité à son père. Krokmou est fait prisonnier et tous les guerriers vikings embarquent pour le volcan, guidés par le dragon, où ils espèrent éliminer le nid dans son ensemble. Rejeté par son père qui le considère comme un traitre envers les vikings, Harold est sur le point de renoncer mais Astrid le pousse à agir en lui disant que même s'il est le premier Viking à avoir refusé de tuer un dragon, il est le premier à en avoir chevauché un et Harold se rend compte que quand il l'a vu pour la première fois il se rend compte qu'il s'est vu. Avec ses anciens concurrents : Rustik, Varek, Kranedur et Kognedur, Harold dresse rapidement les dragons de l'arène respectivement : le cauchemar monstrueux avec Rustik qui l'appellera Krochefer, Le dragon vipère avec Astrid qui la nommera Tempête, l'Hideux Braguettaure (un dragon à deux têtes) avec les jumeaux qui les nommeront Prout et Pète et le Gronk avec Varek qui la nommera Bouledogre et le groupe s'envole pour prêter main-forte à leurs parents.
Parvenus sur les rives du volcan en observant les réactions de Krokmou enchaîné, les Vikings entament l'attaque. Les dragons s'enfuient à leur approche pour laisser leur reine affronter la tribu. Malgré le courage des Vikings, le gigantesque dragon n'a aucun mal à balayer les attaquants. Alors que Stoïk et Gueulfor s'apprêtent à l'affronter, Harold et ses amis arrive à temps et commencent à étudier la créature afin de déterminer une stratégie  plus ou moins efficace. Mais le navire sur lequel Krokmou était enchaîné est incendié et coule. Harold plonge pour le sauver mais il ne peut briser ses chaînes. Stoïk plonge à son tour pour sauver son fils et retourne sauver le dragon, ayant compris qu'il restait leur dernière chance et être fier de son fils.
Harold s'envole pour forcer le gigantesque dragon à le suivre et plonge dans d'épais nuages pour lui faire perdre sa trace et le harceler. Agacé, ce dernier se met à cracher du feu partout et parvient à enflammer la prothèse de la queue de Krokmou. Alors que Krokmou et Harold descendent en piqué, le gigantesque dragon, qui les poursuit toujours, s'apprête à leur porter un coup fatal. Mais au dernier moment, Harold fait retourner Krokmou qui crache une boule de feu dans la bouche du géant dragon. Les ailes de la créature, endommagées durant le harcèlement dans les nuages, se déchirent et le gigantesque dragon s'écrase sur l'île et explose le tuant sur le coup. Harold et Krokmou tentent de s'extirper mais la queue de la Mort Rouge les percute et assomme Harold mais Krokmou réussit à le sauver des flammes.
Quand Harold se réveille plusieurs jours plus tard, il constate avec surprise qu'il a perdu sa jambe gauche, remplacée par une prothèse faite par Gueulfor. En sortant avec Krokmou, l'accompagnant, il se rend compte que, grâce à lui, tout le monde est devenu amis avec les dragons. Le film se termine avec une scène de vol ou Harold présente le nouveau visage de l'île.

## Fiche technique
Sauf indication contraire, les informations mentionnées dans cette section peuvent être confirmées par la base de données cinématographiques IMDb,  présente dans la section « Liens externes ».
- Titre original : How to Train Your Dragon
- Titre français : Dragons
- Réalisation : Dean DeBlois et Chris Sanders
- Scénario : Will Davies, Dean DeBlois et Chris Sanders, avec la participation non créditée de Marc Hyman et Adam F. Goldberg, d'après les romans de Cressida Cowell
- Musique : John Powell
- Production : Bonnie Arnold ; Michael A. Connolly (coproduction) ;  Kristine Belson et Tim Johnson (production déléguée)
- Sociétés de production : DreamWorks Animation, Mad Hatter Entertainment, Mad Hatter Films et Vertigo Entertainment[2]
- Sociétés de distribution : DreamWorks SKG (États-Unis)[2], Paramount Pictures France (France)[3], Universal Pictures International (Belgique)[2]
- Pays de production :  États-Unis
- Langue originale : anglais
- Durée : 98 minutes
- Budget : 165 millions de dollars[4]
- Format : couleur - 2,39:1 - 35 mm
- Dates de sorties[5] : 
  - États-Unis : 26 mars 2010
  - Belgique, France, Suisse romande : 31 mars 2010
- Dates de sorties DVD[5] : 
  - États-Unis : 19 octobre 2010
  - France : 2 novembre 2010

## Distribution

### Voix originales
- Jay Baruchel : Hiccup Horrendous Haddock III
- Gerard Butler : Stoick the Vast
- Craig Ferguson : Gobber
- America Ferrera : Astrid Hofferson
- Jonah Hill : Snotlout Jorgenson
- Christopher Mintz-Plasse : Fishlegs Ingerman
- T. J. Miller : Tuffnut Thorston
- Kristen Wiig : Ruffnut Thorston
- Robin Atkin Downes : Ack
- Philip McGrade : Starkard
- Kieron Elliott : Hoark le Haggard
- Ashley Jensen : Phlegma la Féroce
- David Tennant : Spitelout

### Voix françaises
- Donald Reignoux : Harold Horrib' Haddock III
- Emmanuel Jacomy : Stoïck la Brute
- Julien Kramer : Gueulfor
- Florine Orphelin : Astrid Hofferson
- Arthur Pestel : Rustik Jorgenson
- Nathanel Alimi : Varek Ingerman
- Pascal Grull : Kranedur Thorston
- Émilie Rault : Kognedur Thorston

 Source et légende : version française (VF) sur RS Doublage  et selon le carton du doublage français sur le DVD / Blu-ray.

### Voix québécoises
- Xavier Dolan : Harold Horrib' Haddock III
- Sylvain Hétu : Stoïck la Brute
- Carl Béchard : Gueulfor
- Geneviève Déry : Astrid Hofferson
- Olivier Visentin : Morvik Jorgenson
- Sébastien Reding : Bâtonnets Ingerman
- Laurent-Christophe De Ruelle : Kranedur Thorston
- Marie-Ève Soulard La Ferrière : Kognedur Thorston

 Source et légende : version québécoise (VQ) sur Doublage.qc.ca

## Accueil

### Accueil critique
Sur l'agrégateur américain Rotten Tomatoes, le film a obtenu la note de 91 % en appréciation de l'audience, et récolte 99 % d'opinions favorables pour 208 critiques. Sur Metacritic, il obtient une note moyenne de 75⁄100 pour 37 critiques.
En France, le film obtient une note moyenne de 3,8⁄5 sur le site Allociné, qui recense vingt titres de presse.

### Box-office
| Pays ou région     | Box-office        | Date d'arrêt du box-office | Nombre de semaines |
| ------------------ | ----------------- | -------------------------- | ------------------ |
| États-Unis/ Canada | 214 467 516 USD   | 16 novembre 2010           | 11                 |
| France             | 2 225 690 entrées | 16 novembre 2010           | 11                 |
| Suisse             | 174 113 entrées   | 16 novembre 2010           | 11                 |
| Total mondial      | 472 433 116 USD   | 16 novembre 2010           | 11                 |

## Distinctions
(en) Récompenses pour Dragons sur l’Internet Movie Database

### Récompenses
- ASCAP Award pour John Powell
- EDA Female Focus Award pour America Ferrera
- 38e cérémonie des Annie Awards :
  - Meilleur film d'animation pour DreamWorks Animation
  - Meilleurs effets animés pour une production animée pour Brett Miller
  - Meilleure animation de personnage pour le cinéma pour Gabe Hordos
  - Meilleur scénario pour le cinéma pour William Davies, Dean DeBlois et Chris Sanders
  - Meilleure performance vocale pour le cinéma pour Jay Baruchel
  - Meilleure musique pour le cinéma pour John Powell
  - Meilleure réalisation pour le cinéma pour Chris Sanders et Dean DeBlois
  - Meilleure direction artistique pour le cinéma pour Pierre-Olivier Vincent
  - Meilleur storyboard pour le cinéma pour Tom Owens
- 2e cérémonie des Indiana Film Journalists Association Awards :
  - Meilleur film d'animation
- International Film Music Critics Awards de la meilleure partition de l'année, et de la meilleure bande originale pour un film d'animation pour John Powell
- Golden Reel Award du meilleur montage son d'un film d'animation pour Jonathan Null, Randy Thom Al Nelson, Pascal Garneau, Chris Gridley, Dennie Thorpe, Jana Vance, Colette D. Dahanne, Josh Gold, Pete Horner, Sue Fox, Andrea Gard et Richard Quinn
- Toronto Film Critics Association Award du meilleur film d'animation
- Mostra de Venise 2010 : 3-D Award pour Chris Sanders et Dean DeBlois
- Visual Effects Society Awards 2011 :
  - Meilleurs effets visuels dans un film d'animation pour Andy Hayes, Laurent Kermel, Jason Mayer, Brett Miller et DreamWorks Animation
  - Meilleure animation dans un film d'animation : Simon Otto, Craig Ring et Bonnie Arnold
  - Meilleure animation de personnage dans un film d'animation pour Gabe Hordos, Cassidy Curtis, Mariette Marinus et Brent Watkins (personnage de Krokmou)

### Nominations
- Oscar 2011 : meilleure musique pour John Powell et meilleur film d'animation
- BAFTA Awards 2011 : meilleure musique pour John Powell et meilleur film d'animation
- Golden Globes 2011 : meilleur film d'animation
- Saturn Awards 2011 : meilleure musique pour John Powell et meilleur film d'animation

## Commentaires